# Salah Bey (Sétif)
Salah Bey (în arabă صالح باي) este o comună din provincia Sétif, Algeria.
Populația comunei este de 27.175 de locuitori (2008).